# Hang on in there baby
Hang on in there baby is een single van Johnny Bristol. Het is afkomstig van zijn album met dezelfde naam.Het was het enige plaatje dat de Nederlandse en Belgische hitparades haalde. Hij nam het nummer in 1980 opnieuw op met Alton McLain & Destiny. Ook Gary Barlow (al dan niet met Rosie Gaines), Curiosity Killed the Cat en Bette Midler namen het op.
De B-kant was Take of you for me.

## Lijsten
In de Verenigde Staten haalde het de achtste plaats in de Billboard Hot 100.

### Nederlandse Top 40
| Hitnotering: week 44/1974 t/m week 51 | Hitnotering: week 44/1974 t/m week 51 | Hitnotering: week 44/1974 t/m week 51 | Hitnotering: week 44/1974 t/m week 51 | Hitnotering: week 44/1974 t/m week 51 | Hitnotering: week 44/1974 t/m week 51 | Hitnotering: week 44/1974 t/m week 51 | Hitnotering: week 44/1974 t/m week 51 | Hitnotering: week 44/1974 t/m week 51 | Hitnotering: week 44/1974 t/m week 51 |
| Week:                                 | 1                                     | 2                                     | 3                                     | 4                                     | 5                                     | 6                                     | 7                                     | 8                                     |                                       |
| ------------------------------------- | ------------------------------------- | ------------------------------------- | ------------------------------------- | ------------------------------------- | ------------------------------------- | ------------------------------------- | ------------------------------------- | ------------------------------------- | ------------------------------------- |
| Positie:                              | 25                                    | 13                                    | 11                                    | 10                                    | 13                                    | 17                                    | 30                                    | 40                                    | uit                                   |

### NederlandseSingle Top 100
| Hitnotering: 26-10-1974 t/m 6-12-1974 | Hitnotering: 26-10-1974 t/m 6-12-1974 | Hitnotering: 26-10-1974 t/m 6-12-1974 | Hitnotering: 26-10-1974 t/m 6-12-1974 | Hitnotering: 26-10-1974 t/m 6-12-1974 | Hitnotering: 26-10-1974 t/m 6-12-1974 | Hitnotering: 26-10-1974 t/m 6-12-1974 | Hitnotering: 26-10-1974 t/m 6-12-1974 |
| Week:                                 | 1                                     | 2                                     | 3                                     | 4                                     | 5                                     | 6                                     |                                       |
| ------------------------------------- | ------------------------------------- | ------------------------------------- | ------------------------------------- | ------------------------------------- | ------------------------------------- | ------------------------------------- | ------------------------------------- |
| Positie:                              | 30                                    | 20                                    | 11                                    | 8                                     | 8                                     | 16                                    | uit                                   |

### BRT Top30
De notering in België was erg grillig
| Hitnotering: 26-10-1974 t/m 13-12-1974 | Hitnotering: 26-10-1974 t/m 13-12-1974 | Hitnotering: 26-10-1974 t/m 13-12-1974 | Hitnotering: 26-10-1974 t/m 13-12-1974 | Hitnotering: 26-10-1974 t/m 13-12-1974 | Hitnotering: 26-10-1974 t/m 13-12-1974 |    |    |     |
| Week:                                  | 1                                      | 2                                      | 3                                      | 4                                      | 5                                      | 6  | 7  |     |
| -------------------------------------- | -------------------------------------- | -------------------------------------- | -------------------------------------- | -------------------------------------- | -------------------------------------- | -- | -- | --- |
| Positie:                               | 24                                     | uit                                    | uit                                    | uit                                    | 24                                     | 30 | 16 | uit |

### Engeland
In Engeland haalde het een derde plaats.
| Hitnotering: 24-08-1974 t/m 08-11-1974 | Hitnotering: 24-08-1974 t/m 08-11-1974 | Hitnotering: 24-08-1974 t/m 08-11-1974 | Hitnotering: 24-08-1974 t/m 08-11-1974 | Hitnotering: 24-08-1974 t/m 08-11-1974 | Hitnotering: 24-08-1974 t/m 08-11-1974 | Hitnotering: 24-08-1974 t/m 08-11-1974 | Hitnotering: 24-08-1974 t/m 08-11-1974 | Hitnotering: 24-08-1974 t/m 08-11-1974 | Hitnotering: 24-08-1974 t/m 08-11-1974 | Hitnotering: 24-08-1974 t/m 08-11-1974 | Hitnotering: 24-08-1974 t/m 08-11-1974 | Hitnotering: 24-08-1974 t/m 08-11-1974 |
| Week:                                  | 1                                      | 2                                      | 3                                      | 4                                      | 5                                      | 6                                      | 7                                      | 8                                      | 9                                      | 10                                     | 11                                     |                                        |
| -------------------------------------- | -------------------------------------- | -------------------------------------- | -------------------------------------- | -------------------------------------- | -------------------------------------- | -------------------------------------- | -------------------------------------- | -------------------------------------- | -------------------------------------- | -------------------------------------- | -------------------------------------- | -------------------------------------- |
| Positie:                               | 36                                     | 22                                     | 11                                     | 6                                      | 4                                      | 3                                      | 3                                      | 7                                      | 15                                     | 31                                     | 40                                     | uit                                    |

### NPO Radio 2 Top 2000
Hang on in there baby stond alleen in 1999 in de NPO Radio 2 Top 2000, op plek 1800.